# Лаге (Гистров)
Лаге (њем. Laage) град је у њемачкој савезној држави Мекленбург-Западна Померанија. Једно је од 62 општинска средишта округа Гистров. Према процјени из 2010. у граду је живјело 5.703 становника. Посједује регионалну шифру (AGS) 13053047.

## Географски и демографски подаци
Лаге се налази у савезној држави Мекленбург-Западна Померанија у округу Гистров. Град се налази на надморској висини од 20 метара. Површина општине износи 81,3 km².

## Становништво
У самом граду је, према процјени из 2010. године, живјело 5.703 становника. Просјечна густина становништва износи 70 становника/km².